# Astronomische Elemente
Astronomische Elemente sind ausgewählte immaterielle Objekte geometrischer Natur. Sie dienen zur Definition von Astronomischen Koordinatensystemen und deren Lage zueinander, zur Umrechnung der Koordinaten, zur Referenzierung und Berechnung von Bahnelementen und Bahndaten eines Objekts, dem Zeitpunkt von Astronomischen Ereignissen sowie den Bewegungen und den Stellungen relativ zum Standpunkt des Beobachters (Ephemeriden). Rechentechnisch werden sie aber genauso wie materielle Objekte behandelt. Ein besonderes Beispiel sind die Besselschen Elemente: kartesische Koordinaten einer Geraden durch die Mittelpunkte zweier Himmelskörper in einem besonderen Koordinatensystem mit Ursprung im Erdmittelpunkt (Besselsches Fundamentalsystem) und  Größe und Kegelwinkel des Schattens, der durch die Bedeckung des entfernteren durch den näheren Himmelskörper entsteht.
Referenzpunkte:
- Erdmittelpunkt, Baryzentren von Systemen, Schwerpunkte von mittleren und wahren Objekten, Galaktischer Mittelpunkt
- Hauptstellungen: Äquinoktien (Frühlingspunkt, Herbstpunkt), Solstitien (Sonnenwenden: Sommersonnenwende, Wintersonnenwende), Apsiden (Apoapsis, Periapsis), Knoten (insbesondere der Mondknoten), Kulminationspunkt, Konstellationen: Konjunktion, Opposition (Syzygium), z. B. Vollmond, Neumond.
- Pole (Ekliptikpole, Himmelspole, Zenit, Nadir), Himmelsrichtungen (Südpunkt, Nordpunkt, Ostpunkt, Westpunkt)

Referenzlinien:
- Solstitiallinie, Apsidenlinie, Knotenlinie, Erdachse, Kolur
- Visierlinie (Blickrichtung) bzw. Visur, Lotrichtung

Raumkurven:
- ideale und oskulierende (an den aktuell bekannten Wert anschmiegende) Kurven
- Umlaufbahn (Orbit), Keplerbahn, Hodograph

Referenzflächen:
- Ebenen, die mittlere Zustände gestörter Bahnen, die Lageebenen eines Objekts oder anderer Daten beschreiben
- Galaktische Ebene, Ekliptik, Bahnebene; Äquatorebene (Himmelsäquator), Horizont, Meridianebene

Referenzflächen:
- Körper, die im Allgemeinen dazu dienen, idealisierte mittlere Objekte zu definieren:
- Erdellipsoid, Geoid, Solenoid, Sphäroid